# ميشيل بيلانجر
ميشيل بيلانجر هو مصرفي كندي، ولد في 10 سبتمبر 1929 في ليفيس في كندا، وتوفي في 1 ديسمبر 1997 في مونتريال في كندا.